# Vesthimmerland (općina)
Vesthimmerland je općina u danskoj regiji Sjeverni Jutland.

## Zemljopis
Općina se nalazi u središnjem dijelu poluotoka Jutlanda, prositire se na 771,8 km2.

## Stanovništvo
Prema podacima o broju stanovnika iz 2010. godine općina je imala 38.106 stanovnika, dok je prosječna gustoća naseljenosti 49,4 stan/km2. Središte općine je grad Aars.

### Veća naselja
| Veća naselja u općini |               |                    |
| Br.                   | Naselje       | Stanovnika (2010.) |
| 1                     | Aars          | 7.911              |
| 2                     | Løgstør       | 4.412              |
| 3                     | Farsø         | 3.321              |
| 4                     | Aalestrup     | 2.777              |
| 5                     | Ranum         | 1.121              |
| 6                     | Hornum        | 968                |
| 7                     | Gedsted       | 940                |
| 8                     | Hvalpsund     | 658                |
| 9                     | Vester Hornum | 578                |
| 10                    | Overlade      | 517                |

## Vanjske poveznice
- Službena stranica općine